# Petrópolis
Petrópolis, ook wel bekend als De Keizerlijke Stad van Brazilië, is een stad en gemeente in de staat Rio de Janeiro. De stad Rio de Janeiro ligt 65 kilometer verder.
De stad ligt in de bossen van het nationaal park Serra dos Órgãos en in de vallei van de rivieren de Quitandinha en de Piabanha. Petrópolis is een populair vakantieoord in de zomer. Behalve het klimaat en de omgeving, is de hoofdattractie het zomerpaleis van de Braziliaanse keizers. Het paleis is nu een museum, gespecialiseerd in keizerlijke geschiedenis.
Petrópolis biedt onderdak aan het Nationaal Laboratorium voor Wetenschappelijke Computerisering (NLWC), een onderzoekcentrum van het Ministerie van Wetenschap en Technologie van de Braziliaanse federale regering. 
De plaats is zetel van het rooms-katholieke bisdom Petrópolis. 

## Geschiedenis

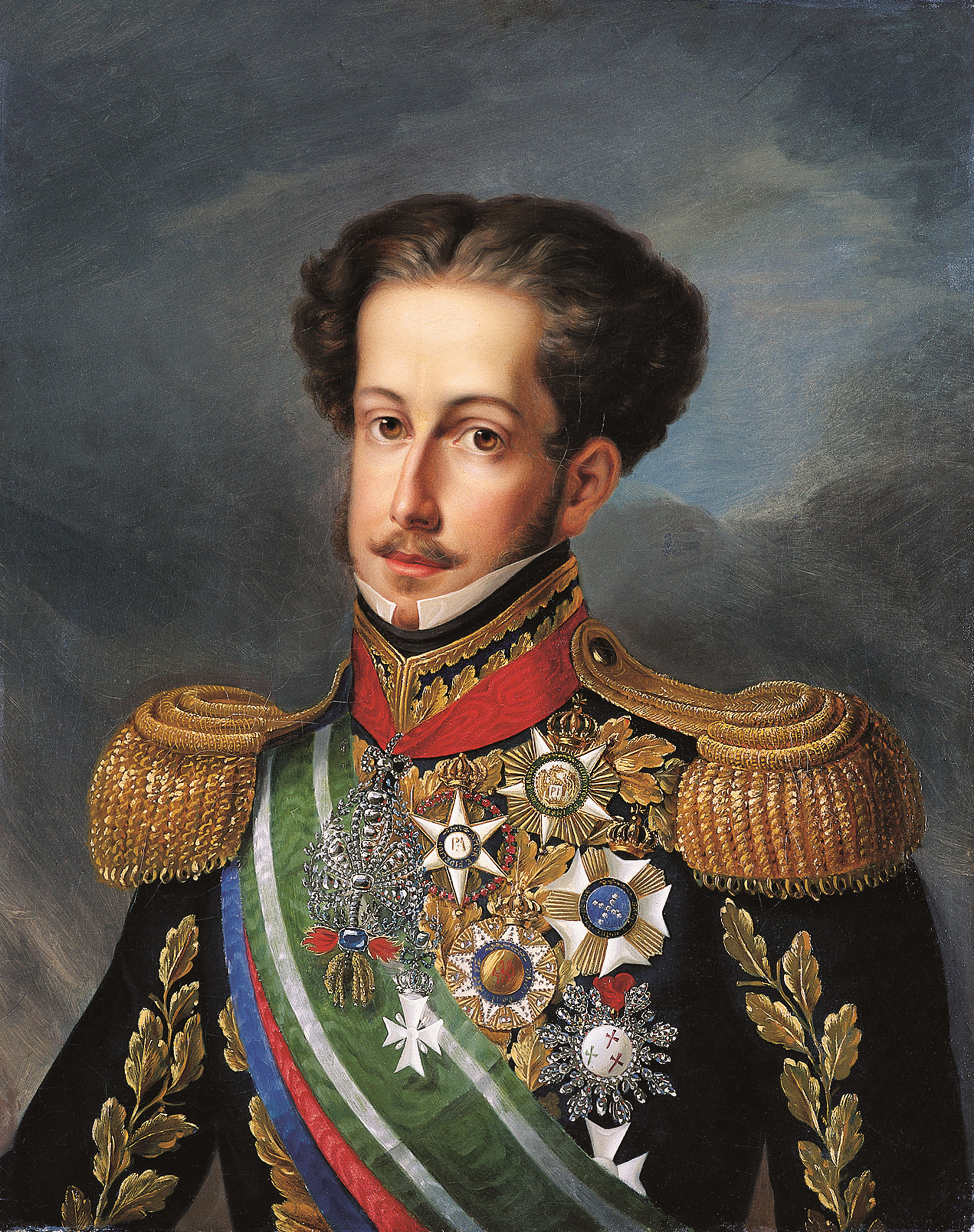
Peter I, keizer van Brazilië; Peter IV, koning van Portugal
(ca.1830), Simplício Rodrigues de Sá,
Museu Imperial

De naam van de stad ("stad van Peter") staat voor Peter I van Brazilië, de eerste keizer van het land. De stad was de zomerresidentie van de Braziliaanse keizers en aristocraten in de 19e eeuw. Het was ook de hoofdstad van de staat Rio de Janeiro van 1894 tot 1903.
Bernardo Soares de Proença opende in 1720 een alternatieve weg tussen Rio de Janeiro en Minas Gerais door de Serra da Estrela, een grote bergketen. Toen keizer Pedro I naar Minas Gerais reisde, ging hij over deze weg. Hij vond het klimaat in deze omgeving erg fijn, dus kocht hij in 1830 een boerderij, hij plande in deze omgeving zijn zomerpaleis, dat door zijn zoon en opvolger werd gebouwd. Andere Braziliaanse aristocraten volgden zijn voorbeeld.
Onder zijn opvolger, Peter II van Brazilië, kwamen vele Duitse boeren vanuit het Rijnland naar Brazilië en werden aangemoedigd om op de landerijen van de keizer te werken. Sommigen gingen werken als tuinman om het paleis van de keizer een mooier uiterlijk te geven. De nederzetting van Petrópolis werd tot stand gebracht op 16 maart 1843, het werd verheven tot district in 1844 en uiteindelijk tot stad in 1857. De weg die de stad met Rio de Janeiro verbond werd geopend in 1910 en verhard in 1928.
Tijdens een bezoek van keizer Peter II aan de Centennial Exposition van 1876 in Philadelphia, raakte Peter geïnteresseerd in de telefoon van Alexander Graham Bell. De keizer installeerde een telefoonlijn vanaf het zomerpaleis naar het hoofdkwartier van de boeren.
Zelfs na het uitroepen van de republiek en het verdrijven van de keizerlijke familie in 1889, bleef de stad een rol spelen in de Braziliaanse geschiedenis. In 1903 werd in het Palacio de Rio Negro een vredesverdrag getekend met Bolivia. Dankzij dit verdrag kreeg Brazilië het gebied Acre, in het westen van Brazilië. Op 15 augustus 1947  werd er door de Organisatie van Amerikaanse Staten de Conferentie voor Handhaving van Vrede en Veiligheid op het Continent geopend.

## Bezienswaardigheden
- Kathedraal São Pedro de Alcântara
- Het museum en paleis Museu Imperial
- Het paleis Palácio de Cristal
- Het paleis en hotel Palácio Quitandinha
- Het paleis Palácio Amarelo
- Het paleis Palácio Rio Negro
- Het museum Museu Casa de Santos Dumont
- Het wassenbeelden museum Museu de Cera de Petrópolis
- Het museum Museu Casa do Colono
- Het museum Casa da Princesa Isabel

## Aangrenzende gemeenten
De gemeente grenst aan Areal, Duque de Caxias, Guapimirim, Magé, Miguel Pereira, Paraíba do Sul, Paty do Alferes, São José do Vale do Rio Preto, Teresópolis en Três Rios.

## Verkeer en vervoer
De plaats ligt aan de radiale snelweg BR-040 tussen Brasilia en Rio de Janeiro. Daarnaast ligt ze aan de wegen BR-495 en RJ-107.

## Stedenbanden
Zustersteden van Petrópolis:
- Blumenau, Brazilië

## Bekende inwoners van Petrópolis

### Geboren
- Maria da Glória van Orléans en Braganza (1946), hertogin van Segorbe
- Luisinho das Arábias (1957-1989), voetballer
- Rodrigo Santoro (1975), acteur
- Rafael Pereira da Silva, "Rafael" (1990), voetballer

### Woonachtig (geweest)
- Alberto Santos-Dumont (1873-1932), luchtvaartpionier

### Overleden
- Stefan Zweig (1881-1942), Oostenrijkse schrijver van Joodse afkomst

### Begraven
- Theresia van Bourbon-Sicilië (1822-1889), keizerin van Brazilië
- Peter II van Brazilië (1825-1891), keizer van Brazilië
- Isabella van Brazilië (1846-1921), kroonprinses van Brazilië
- Gaston van Orléans (1842-1922), prins en maarschalk

## Galerij

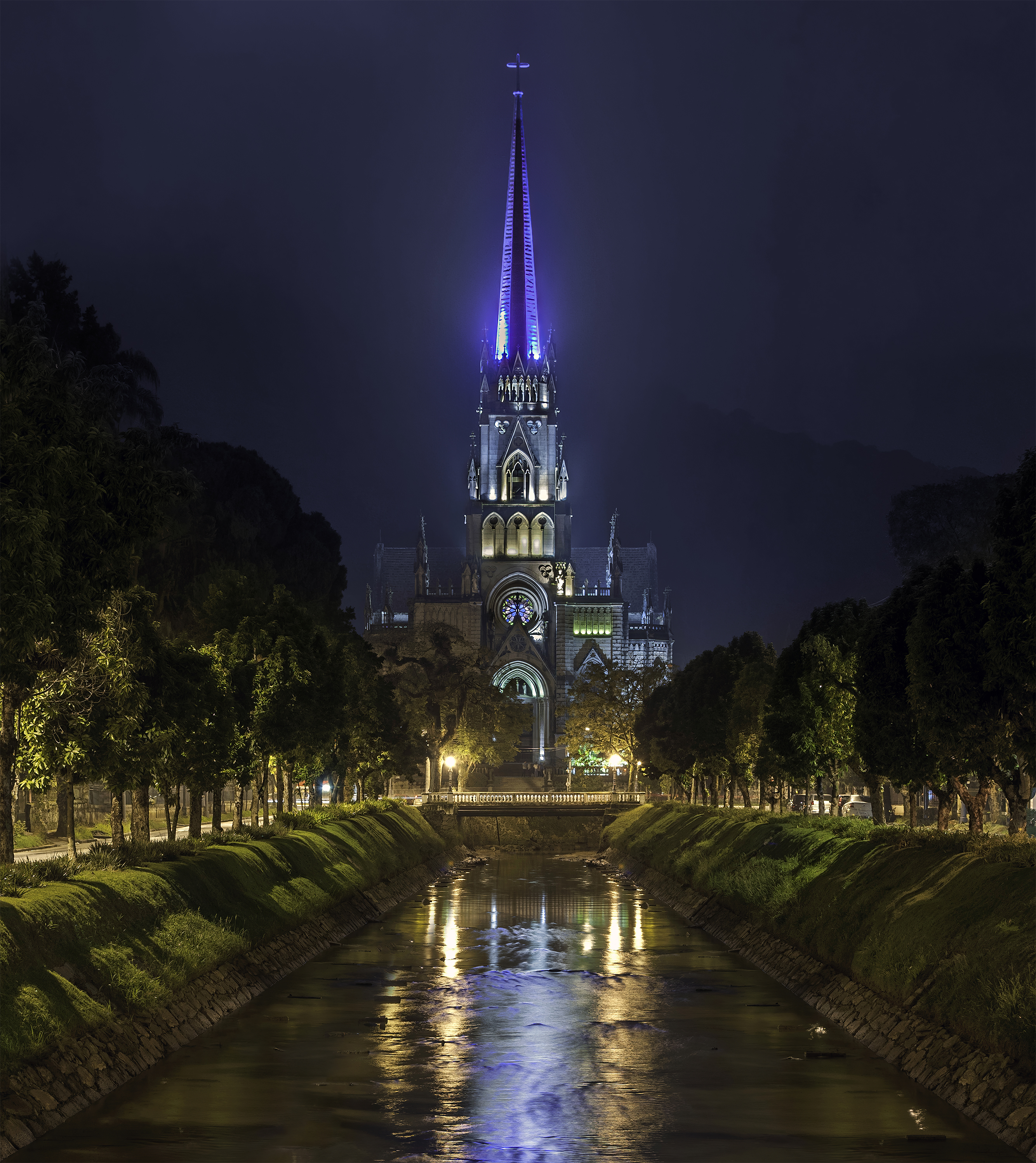
De kathedraal van Petrópolis
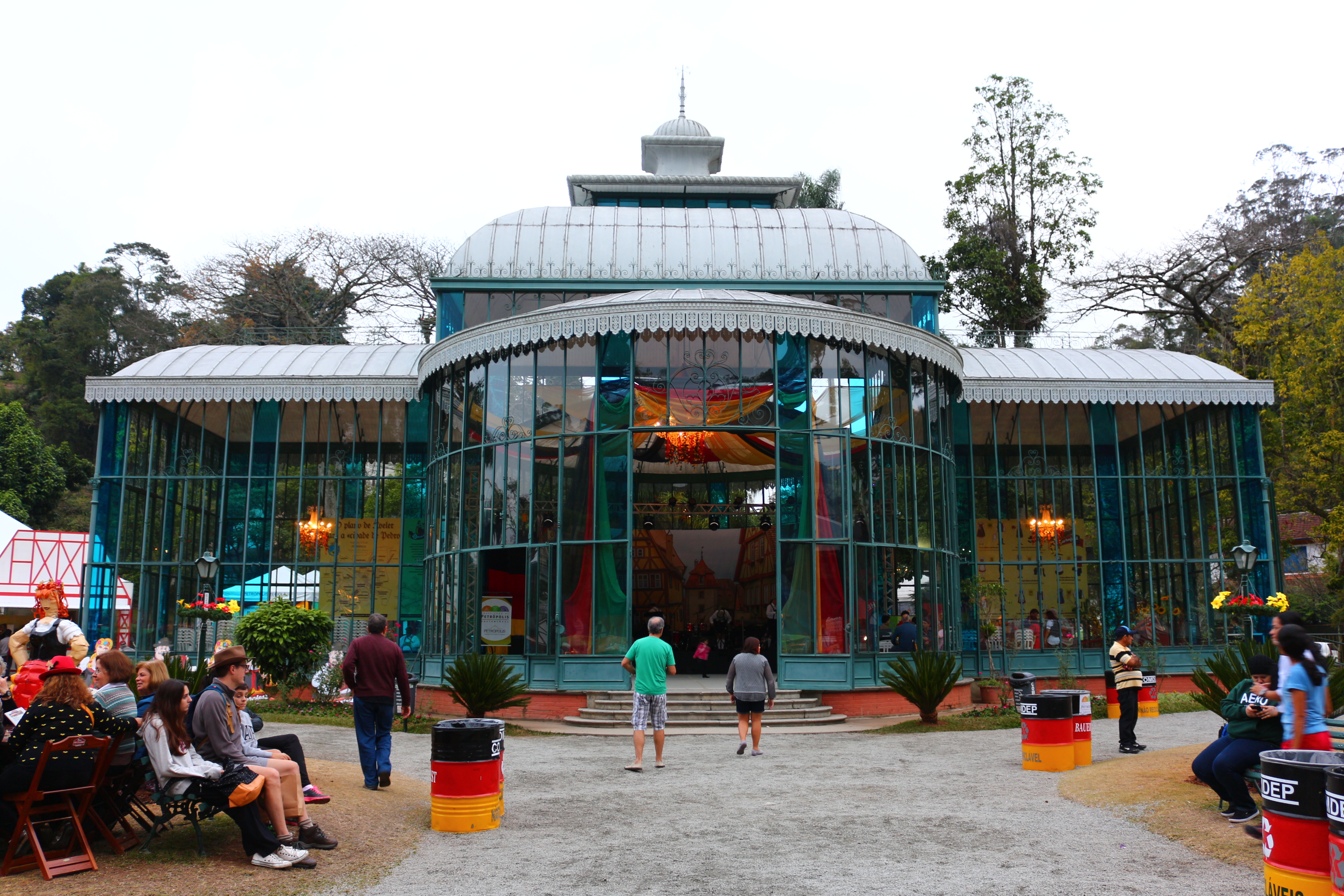
Het paleis Palácio de Cristal
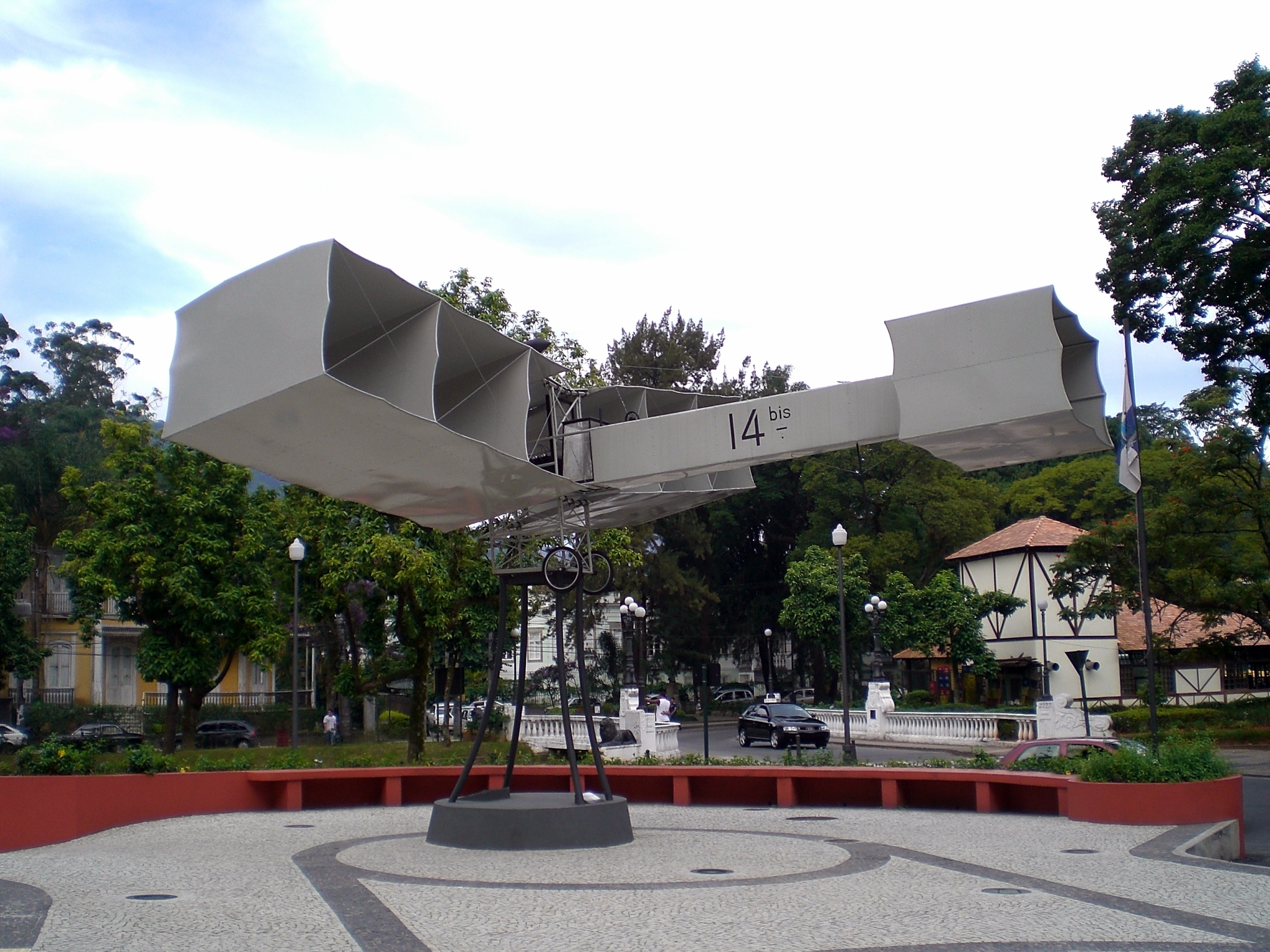
Het vliegtuig van de luchtvaartpionier Santos-Dumont op het plein praça 14 Bis in Petrópolis
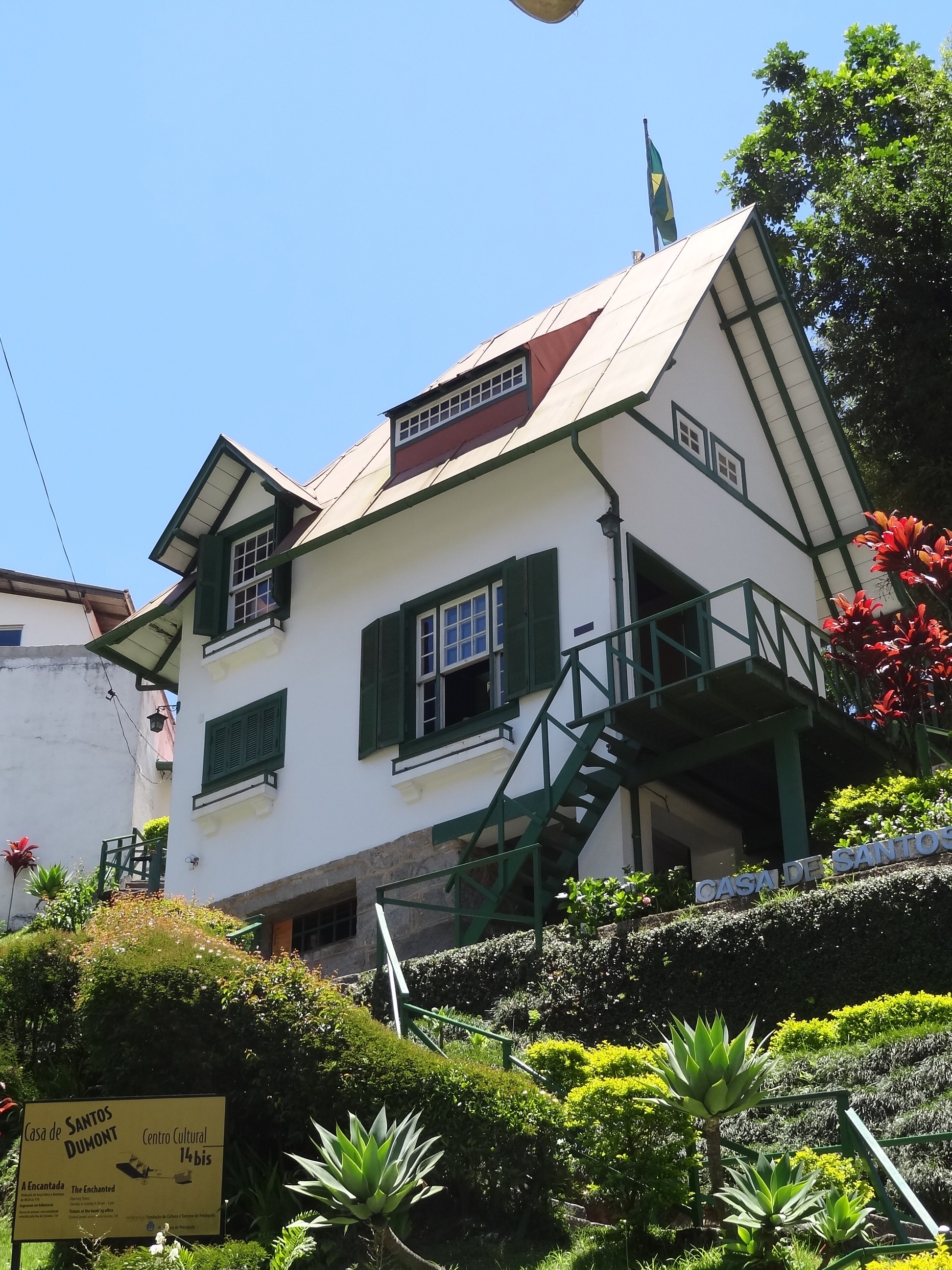
Het museum Casa de Santos-Dumont in Petrópolis